# David Bradley (attore 27 settembre 1953)
David Bradley (Barnsley, 27 settembre 1953) è un attore britannico.

## Biografia
Conosciuto spesso come Dai Bradley, è divenuto famoso per aver interpretato, tra i vari film realizzati, il ruolo di Billy Casper in Kes (1969), diretto da Ken Loach.
A proposito del suddetto film, lo stesso Bradley ha detto che la realizzazione dello stesso è stata una felice realizzazione: il cast è stato "come un'enorme famiglia", e l'attore ha trascorso molto del suo tempo giocando con gli altri giovani ragazzi che sono apparsi nel film.
L'attore è stato premiato dalla British Academy of Film and Television Arts per il suo ruolo.
La critica ha definito la prestazione cinematografica di Bradley "uno dei grandi ritratti adolescenti nel cinema".
Bradley ha lasciato la scuola all'età di 17 anni. Si è trasferito a Londra e ha iniziato la sua formazione come attore presso il Royal National Theatre. In questo periodo di tempo ha lavorato con Anthony Hopkins, Joan Plowright e Derek Jacobi.
Ha ricevuto valide e stabili recensioni per la sua attività teatrale.
Ha fatto numerose apparizioni in svariati film negli anni settanta e negli anni ottanta.

## Filmografia parziale
- Kes, regia di Ken Loach (1969)
- Z Cars - episodi A Quiet Sort of Lad: Part 1, A Quiet Sort of Lad: Part 2 (1970)
- A Family at War - episodio The Night They Hit No. 8 (1970)
- The Flaxton Boys - serie TV, 13 episodi (1970)
- Play for Today - serie TV, episodio Kisses at Fifty (1973)
- The Jensen Code (1973)
- Bedtime Stories - serie TV, episodio Goldilocks and the Three Bears (1974)
- La baia di Malachi (Malachi's Cove) (The Seaweed Children) (1974)
- Bill Brand - serie TV, episodio August for the Party (1976)
- Pickersgill People - serie TV, episodio The Primitive (1978)
- L'assoluzione (Absolution), regia di Anthony Page (1978)
- L'alba degli Zulu (Zulu Dawn) (1979)
- Niente di nuovo sul fronte occidentale (All Quiet on the Western Front) - film TV (1979)
- The Flame Trees of Thika  - serie TV, episodi Happy New Year, A Real Sportsman, The Drums of War (1981)
- The World Cup: A Captain's Tale (1982)
- Samantha's Men (1985)
- Station Jim (2001)
- Asylum, regia di Nigel Barker (2003)
- Redemption - Identità nascoste, regia di Steven Knight (2013)